# Ulrich Horst
Ulrich Horst OP (* 6. April 1931 in Schellen (Ostpreußen); † 9. Dezember 2024 in Hamburg) war ein deutscher katholischer Theologe.

## Leben
Ulrich Horst trat nach dem Abitur in Ibbenbüren 1951 in den Dominikanerorden ein. Von 1952 bis 1955 studierte er Theologie und Philosophie an der Philosophisch-Theologischen Ordenshochschule in Walberberg und in Salamanca. Er wurde am 25. Juli 1957 in Köln zum Priester geweiht. In München wurde er 1963 zum Dr. theol. promoviert. Von 1963 bis 1978 lehrte er als Dozent für Fundamentaltheologie an der Philosophisch-Theologischen Ordenshochschule Walberberg. Nach der Habilitation 1978 für das Fach Theologiegeschichte durch die Katholisch-Theologische Fakultät der LMU München wurde er von 1978 bis 1985 ordentlicher Professor für Historische Theologie an der Pädagogischen Hochschule Rheinland, später Pädagogische Fakultät der Universität Bonn. Von 1985 bis zur Emeritierung 1999 lehrte er als ordentlicher Professor für Geschichte der Theologie seit dem Ausgang der Väterzeit an der LMU München. Zeitgleich war er Leiter des Grabmann-Instituts in München.
Ulrich Horst starb im Dominikanerkloster St. Johannis in Hamburg.

## Schriften (Auswahl)
- Die Trinitäts- und Gotteslehre des Robert von Melun (= Walberberger Studien der Albertus-Magnus-Akademie, Theologische Reihe. Band 1). Matthias-Grünewald-Verlag, Mainz 1964, OCLC 164171192 (zugleich Dissertation, München 1963).
- Umstrittene Fragen der Ecclesiologie, Friedrich Pistet, Regensburg, 1971, ISBN 3-7917-0293-9
- Papst – Konzil – Unfehlbarkeit. Die Ekklesiologie der Summenkommentare von Cajetan bis Billuart (= Walberberger Studien der Albertus-Magnus-Akademie, Theologische Reihe. Band 10). Matthias-Grünewald-Verlag, Mainz 1978, ISBN 3-7867-0639-5 (zugleich Habilitationsschrift, München 1978).
- Unfehlbarkeit und Geschichte. Studien zur Unfehlbarkeitsdiskussion von Melchior Cano bis zum I. Vatikanischen Konzil (= Walberberger Studien der Albertus-Magnus-Akademie, Theologische Reihe. Band 12). Matthias-Grünewald-Verlag, Mainz 1978, ISBN 3-7867-0984-X.
- Evangelische Armut und päpstliches Lehramt. Minoritentheologen im Konflikt mit Papst Johannes XXII. (1316–34) (= Münchener kirchenhistorische Studien. Band 8). Kohlhammer, Stuttgart 1996, ISBN 3-17-013799-9.
- Bischöfe und Ordensleute. Cura principalis animarum und via perfectionis in der Ekklesiologie des hl. Thomas von Aquin. Akademie-Verlag, Berlin 1999, ISBN 3-05-003416-5.
- Die Gaben des Heiligen Geistes nach Thomas von Aquin (= Veröffentlichungen des Grabmann-Institutes zur Erforschung der Mittelalterlichen Theologie und Philosophie. NF. Band 46). Akademie-Verlag, Berlin 2001, ISBN 3-05-003655-9.
- Die Lehrautorität des Papstes und die Dominikanertheologen der Schule von Salamanca (= Quellen und Forschungen zur Geschichte des Dominikanerordens. NF. Band 11). Akademie-Verlag, Berlin 2003, ISBN 3-05-003783-0.
- Wege in die Nachfolge Christi. Die Theologie des Ordensstandes nach Thomas von Aquin (= Quellen und Forschungen zur Geschichte des Dominikanerordens. NF. Band 12). Akademie-Verlag, Berlin 2006, ISBN 3-05-004239-7.
- Dogma und Theologie. Dominikanertheologen in den Kontroversen um die Immaculata Conceptio (= Quellen und Forschungen zur Geschichte des Dominikanerordens. NF. Band 16). Akademie-Verlag, Berlin 2009, ISBN 978-3-05-004564-1.
- Juan de Torquemada und Thomas de Vio Cajetan. Zwei Protagonisten der päpstlichen Gewaltenfülle (= Quellen und Forschungen zur Geschichte des Dominikanerordens. NF. Band 19). Akademie-Verlag, Berlin 2012, ISBN 3-05-005902-8.